# Bellnet
Bellnet ist der älteste redaktionell bearbeitete Webkatalog für Deutschland und wird von der International Consulting and Marketing Group, Inc. in Apollo Beach, Florida betrieben. 

## Geschichte und Namensentstehung
Bellnet entstand aus einer Linksammlung des Geschäftsführers Christian Bellingrath, der als in den USA lebender Deutscher Links zu Webseiten aus Deutschland sammelte. Im Juni 1995 wurde darauf basierend der Bellnet Webkatalog ins Leben gerufen. Der Name „Bellnet“ wurde aus den ersten Silben des Namens „Bellingrath“ und „Net“ (für Internet) gebildet. Bell war der Spitzname sowohl von Christian Bellingrath als auch von seiner Ehefrau Renate, deren Geburtsname „Bellgardt“ war. 
Der Bellnet Webkatalog war einer der ersten, der Webseiten neben der Sachkategorie auch nach regionalen Gesichtspunkten katalogisierte. Der Webkatalog ist relativ umfangreich und enthält 400.000 redaktionell bearbeitete Einträge, die in rund 15.000 Kategorien eingeteilt sind.